# 4805 Asteropaios
4805 Asteropaios è un asteroide troiano di Giove del campo troiano. Scoperto nel 1990, presenta un'orbita caratterizzata da un semiasse maggiore pari a 5,2099795 UA e da un'eccentricità di 0,0899336, inclinata di 12,01381° rispetto all'eclittica.
Dal 27 giugno al 25 agosto 1991, quando 4875 Ingalls ricevette la denominazione ufficiale, è stato l'asteroide denominato con il più alto numero ordinale. Prima della sua denominazione, il primato era di 4755 Nicky.
L'asteroide è dedicato ad Asteropeo, alleato dei troiani nell'Iliade.